# Битва под Белой Церковью (1626)
Битва под Белой Церковью (9 октября 1626) — сражение между шляхетско-казацкими войсками Речи Посполитой под командованием Стефана Хмелецкого и гетмана реестровых казаков Михаила Дорошенко с одной стороны и силами Крымского ханства в составе крымских, ногайских и буджацких татар с другой под командованием наследника ханского престола Азамата Герая нуреддин-султана. Завершился полной победой шляхетско-казацкого войска, которую получили в основном силами казаков.

## Предпосылки
С началом войны со Швецией, которая началась на Балтийском Поморье, гетман Станислав Конецпольский с главными силами кварцяних войск двинулся осенью из Украины над Вислу. Защита границ была отдана в руки полковника Стефана Хмелецкого, на чьих плечах в течение ближайших пяти лет должна была держаться вся восточная политика Речи Посполитой, а прежде всего взаимоотношения с крымскими татарами. Учитывая чрезвычайно серьёзную ситуацию, которая складывалась на севере, военные силы, которые имел под рукой Хмелецкий, были небольшие.
Король Швеции Густав II Адольф старался склонить татар к атаке на Польшу как через письма к хану, так и через своих послов. Так же подстрекал татар противник союзников Сигизмунда III Габсбургов, протестантский правитель Трансильвании Габор Бетлен, что хорошо помнил польскую интервенцию 1619 года и битву при Гуменне. Но татарам не было необходимости дальнейшего поощрения к тому, чтобы использовать момент ослабления польских сил на территории Украины.

## Течение
Рассчитывая на то, что по уходу большинства войск вместе с гетманом Конецпольским украинские земли остались практически беззащитными, 10-15 тыс. крымских, ногайских и буджакских татар, идя Чёрным Путем, вторглись в конце сентября на Украину и заложили кош под Белой Церковью. Кош был разбит в болотистой местности у реки Рось. Вскоре по краю были распущены чамбулы за добычей и ясырём.
Стефан Хмелецкий не терял времени и быстро собрал 1 (по другим данным 5) тысяч войск, в том числе 6000 (другие данные 1500) казаков Войска Запорожского под предводительством Михаила Дорошенко, которому послал универсал относительно похода. Немедленно ударил в захваченного врасплох врага, отобрав всю добычу и нанеся очень тяжелые потери.
Битва началась исключительно врукопашную из-за ливней, которые намочили порох и тетивы луков, и продолжалась 2 часа. Убегающих татар преследовали 4 часа, тогда Хмелецкий вернулся к Белой Церкви и уничтожил другие чамбулы, что возвращались к кошу, не зная о разгроме. До разгрома татар присоединились также крестьяне. Многие татары погибли или утонули во время переправы.
Один или два дня позже был разбит под Фастовом отряд Бухара-султана и сыновей Кантемира-мурзы. Тогда же ротмистр Байбузы разбил на каком-то броде отряд татар, что возвращался с добычей. Вместе татары потеряли около тысячи людей, по другим данным 4000, а также несколько бунчуков. Победители взяли 1200 пленных, среди которых было 40 или 50 мурз, тогда как сами потеряли только 40. Гетман Н. Дорошенко после битвы отправил королю 20 наиболее значительных пленников-татар, 10 из них хоругвей, 1 бунчук; передача трофеев состоялась публично перед ратушей в Торуни на сейме Речи Посполитой.
Поскольку Крым вскоре был охвачен гражданской войной, украинские земли на некоторое время стали свободны от татарских нашествий.